# Marta Barceló i Femenías
Marta Barceló i Femenías (Palma, 28 d'agost de 1973) és una actriu, guionista, trapezista, escriptora i dramaturga mallorquina.
Es va formar a l'Institut del Teatre de Barcelona, on es llicencià en Art Dramàtic el 1996, en l'especialitat de gest, i a l'escola de circ The Circus Space de Londres. Complementà la seva formació amb cursos amb Franco de Francescantonio, Philippe Gaulier, Laura Hansen, Mariantònia Oliver i Roger Smart.
Forma part d'una sèrie d'autors-actors que des dels anys noranta del segle passat van contribuir a professionalitzar el teatre d'autor mallorquí.
El 2013 el seu espectacle (remor), del qual era coautora, cointèrpret i codirectora, va guanyar el Total Theatre Award al Fringe Festival d’Edimburg. El 2015 va guanyar el Torneig de Dramatúrgia de les Illes Balears amb l'obra Abans que arribi l'alemany. Amb la seva obra Tocar mare, el 2016 va guanyar el sisè Torneig de Dramatúrgia Catalana a Girona del festival Temporada Alta, i el 2017 el cinquè Torneig de Dramatúrgia de Buenos Aires (TABA). Amb "Anar a Saturn i tornar" guanya el Premi Palanca i Roca dels premis Ciutat d'Alzira.
També ha destacat el seu pas per la narrativa amb la novel·la Lúnia (1996) que va guanyar el Premi Guillem Cifre de Colonya i per la televisió amb les sèries d'IB3 Vallterra, Laberint de passions, Llàgrima de sang, Migjorn, Hotel Bellavista, Treufoc i Pep, de les quals en va ser guionista.
Amb Biel Jordà va fundar la productora Res de Res & En Blanc, que aixopluga dues companyies i que va tancar el 2016. Posteriorment, amb l'associació ALCEM EL C.IN.E., va impulsar el Centre d'INvestigació Escènica (C.IN.E) a Sineu, inaugurat del 2016, del qual és codirectora.
Amb l'obra Zona Inundable, on, a partir de vivències i testimonis personals, aconsegueix traslladar el fet dramàtic local d'un desastre natural, guanyà el Premi de Teatre Vila de Santanyí 2022.
Les seves obres s'han traduït al castellà, grec, italià, anglès, polonès, romanès i alemany, i se n'han fet muntatges i lectures dramatitzades a Alemanya, Itàlia, Nova York, Romania i Grècia.

## Estrenes[1]
- 30 juliol 1995. Queen of hearts. Creació col·lectiva. Peter Wooldridge. Festival de Teatre de Carrer de Cardiff. Companyia HTV.
- 21 juliol 1999. Poi piove dentro a l'alta fantasia. Creació col·lectiva. Franco de Francescoantonio. Festival Grec. Companyia Centre Dramàtic del Vallès.
- 2 octubre 1999. El ball de les balenes. Biel Jordà. Fira de Teatre de Manacor. En Blanc.
- 15 febrer 2000. Ícars. Creació col·lectiva. Xisco Segura, Marta Barceló i Biel Jordà. Teatre del Mar (Palma). Res de Res / En Blanc.
- 7 setembre 2001. Trèmolo. Creació col·lectiva. Rafel Duran. Fira de Teatre de Tàrrega. Res de Res / En Blanc.
- 12 juliol 2003. Mara. Creació col·lectiva. Biel Jordà. Teatre d'Artà. Res de Res.
- 20 febrer 2005. El mal blanc. Anne Denis (versió). Anne Denis. La Bòbila (Barcelona). Instant Cia.
- 19 agost 2006. La capsa de Mu. Marta Barceló i Biel Jordà. Biel Jordà. Auditori d'Alcúdia. En Blanc.
- 29 setembre 2005. Tempo. Creació col·lectiva. Marta Barceló, Albert Bordonada, Biel Jordà i Laia Oliveras. Fira de Teatre de Manacor. Res de Res.
- 2 octubre 2008. La prima Vera. Text: Marta Barceló i Biel Jordà. Música: Pascale Desmeules. Theatre de Salons (Ginebra). Passacaille.
- 23 octubre 2008. Paraules robades. Marta Barceló i Biel Jordà. Margalida Grimalt. Teatre Municipal de Palma. Norai.
- 6 juny 2009. Maria? Marta Barceló. Biel Jordà. Teatre la Unió (Son Servera). En Blanc.
- 29 octubre 2011. (remor). Joan Miquel Artigues i Marta Barceló. Fira de Teatre de Manacor. Res de Res & Artigues.
- 23 setembre 2012. Parasceve. Blai Bonet. Jeroni Obrador. Teatre Principal de Palma. Tshock Cultura Emocional.
- 9 de juliol del 2015. Fuga, dirigida per Biel Jordà. Creació col·lectiva. Res de Res. Mercat de les Flora, Barcelona.
- 21 de setembre de 2016. Abans que arribi l’alemany, dirigida per Joan Fullana. Teatre Mar i Terra de Palma.[13]

## Obra literària
Ha treballat el teatre, el guió, la novel·la infantil i el teatre breuː

### Guió
- curtmetratge Rates, premi Suspiria (2013) al millor guió.[14]
- diverses sèries de televisió per a IB3ː Vallterra, Laberint de passions, Llàgrima de sang, Treufoc, Pep.[8]

### Novel·la
- Lúnia, premi Guillem Cifre de Colonya de 1996.[14]

### Teatre
- Maria?[15]
- Abans que arribi l'alemany (2015), sobre la temàtica de la malaltia d'Alzheimer.[16]
- Tocar mare (2016)[17]
- Anar a Saturn i tornar (2021)[18] Premi de Teatre Ciutat d'Alzira.[19] Publicada a Bromera.
- Zona inundable (2022), Premi Vila de Santanyí.